# SunTrust Financial Centre
El SunTrust Financial Center es un rascacielos de 160 m en la ciudad de Tampa, en el estado de Florida (Estados Unidos). Fue terminado en 1992 y tiene 36 pisos. Cooper Carry diseñó el edificio, que es el cuarto más alto de Tampa. Fue diseñado para soportar una carga de viento de 110 mph.
El icónico techo piramidal tiene una iluminación variable según la temporada o los eventos.

## Galería

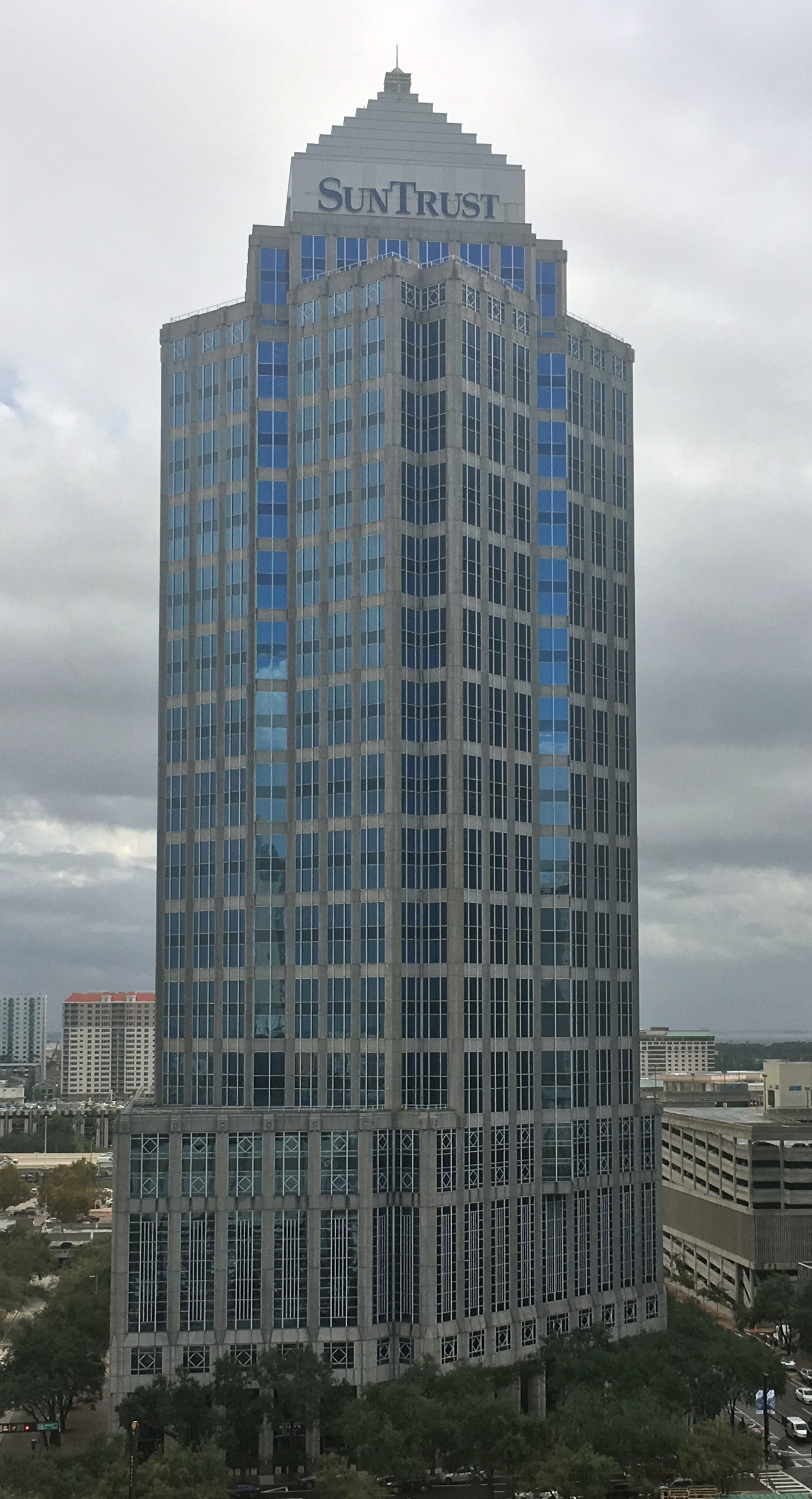
Fachada principal del SunTrust Financial Centre
Panorama urbano de Tampa con el SunTrust Financial Centre
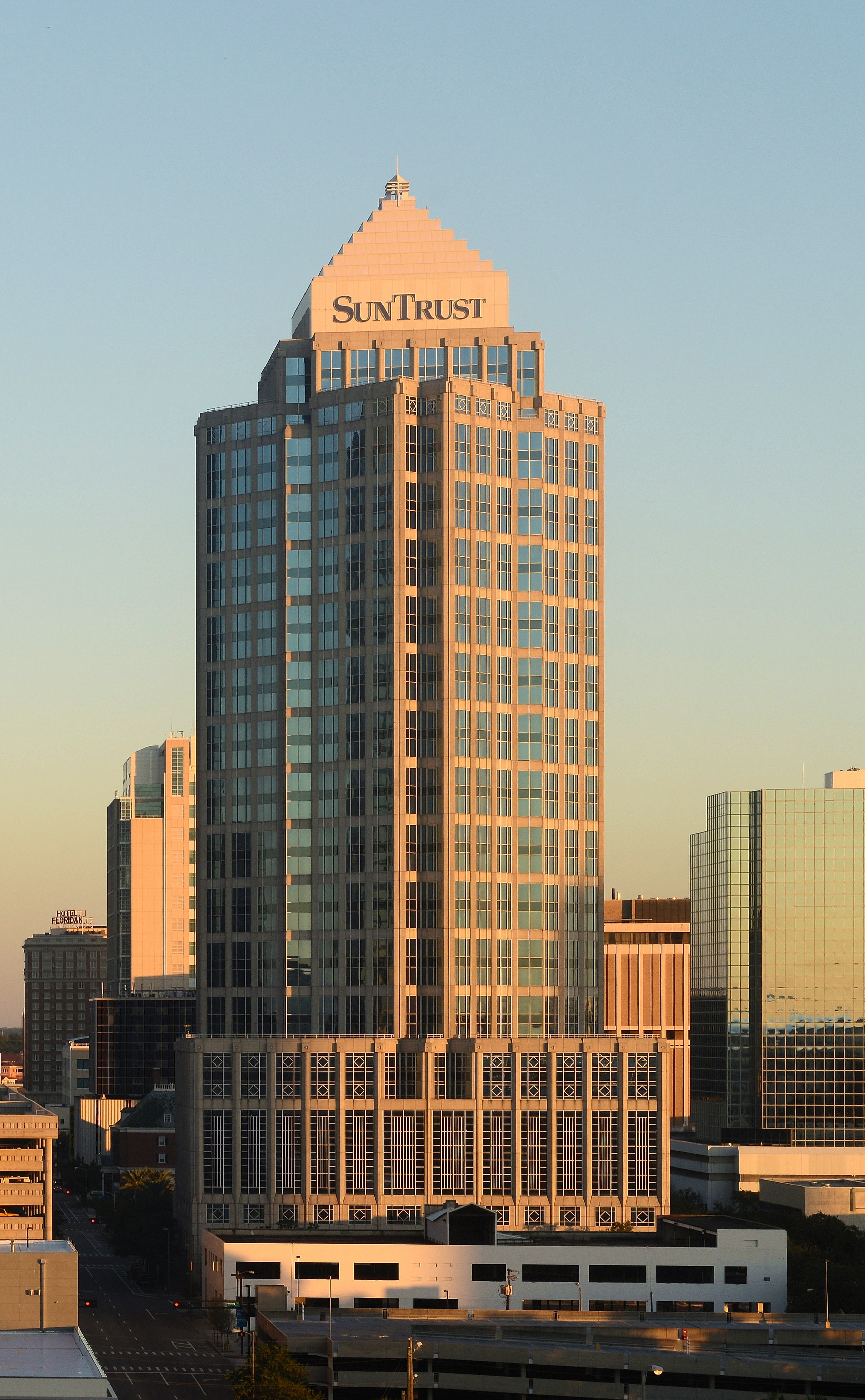
SunTrust Financial Centre al atardecer